# Margaropus wileyi
Margaropus wileyi är en fästingart som beskrevs av Walker och Laurence 1973. Margaropus wileyi ingår i släktet Margaropus och familjen hårda fästingar.
Artens utbredningsområde är Kenya. Inga underarter finns listade i Catalogue of Life.